# Urša Bogataj
Pour les articles homonymes, voir Bogataj.
Urša Bogataj est une sauteuse à ski slovène, née le 7 mars 1995 à Ljubljana. Elle est membre du club « SSK Costella Ilirija ». Elle remporte le titre olympique aux Jeux olympiques d'hiver de 2022.

## Parcours sportif

### Coupe continentale
Urša Bogataj fait ses débuts en Coupe continentale en 2009, le plus haut niveau féminin à l'époque. Elle obtient deux neuvièmes places à Ljubno, puis deux sixièmes places à Zakopane en 2011 pour intégrer pour la première fois le top dix.
Finalement en novembre 2011, elle monte sur son premier podium en terminant deuxième à Rovaniemi.

### Jeux olympiques de la jeunesse
Aux Jeux olympiques de la jeunesse d'hiver de 2012 à Innsbruck, elle prend la médaille d'argent par équipes et la médaille de bronze en individuel, derrière Sara Takanashi et Katharina Althaus.

### Jeux olympiques
Elle est trentième et dernière de la phase finale du concours des Jeux olympiques d'hiver de 2018.
Aux Jeux olympiques d'hiver de 2022, elle remporte le titre olympique en 239 points.

### Coupe du monde et Grand Prix
La première épreuve de la Coupe du monde féminine de saut à ski 2011-2012 se tient à Lillehammer le 3 décembre 2011, Urša Bogataj y prend la 20e place. Elle obtient plusieurs tops dix en 2013 et son meilleur résultat en janvier 2014 à Planica, où elle est quatrième.
En janvier 2018, elle signe son premier podium par équipes au Mont Zaō. En fin de saison, elle prend place pour la première fois dans le top dix du classement général avec le neuvième rang.
Lors de la saison 2018-2019, elle parvient à monter sur le podium à deux reprises en individuel à Ljubno derrière les stars Maren Lundby et Sara Takanashi, puis à Oberstdorf. Au Grand Prix d'été 2019, elle se classe troisième à Frenstat et monte obtient son premier podium dans cette compétition.
En décembre 2019, elle subit une sérieuse blessure à l'entraînement, se rompant le ligament croisé antérieur. Elle revient à l'entraînement au mois de juillet suivant.
En janvier 2021, à Ljubno devant le public slovène, elle gagne sa première compétition par équipes en Coupe du monde avec Spela Rogelj, Nika Kriznar et Ema Klinec.

### Championnats du monde junior
Aux Championnats du monde junior 2012, elle gagne la médaille de bronze par équipes. En 2013, elle remporte le titre dans cette épreuve et est proche du podium individuel avec le cinquième rang. En 2014, elle est médaillée d'argent dans l'épreuve par équipes. En 2015, pour sa dernière participation aux Championnats du monde junior, elle se classe quatrième en individuel.

### Championnats du monde
Elle prend part à ses premiers championnats du monde en 2013 à Val di Fiemme, se classant dix-septième.
En 2019 à Seefeld, pour sa deuxième participation, elle est huitième en individuel et deux fois quatrième par équipes.

## Palmarès

### Jeux olympiques
| Épreuve / Édition | Pyeongchang 2018                 | Pékin 2022                     |
| Individuel        | 30e                              | Médaille d'or, Jeux olympiques |
| Mixte             | Épreuve inexistante à cette date | Médaille d'or, Jeux olympiques |

### Championnats du monde
| Épreuve / Édition  | Val di Fiemme 2013               | Seefeld 2019                     | Oberstdorf 2021 |
| Petit Tremplin     | 17e                              | 8e                               | 13e             |
| Grand Tremplin     | Épreuve inexistante à cette date | Épreuve inexistante à cette date | 11e             |
| Par équipes        | Épreuve inexistante à cette date | 4e                               | Argent          |
| Par équipes mixtes | 8e                               | 4e                               | -               |

### Coupe du monde
- Meilleur classement général : 3e en 2022.
- 14 podiums individuels : 3 victoires, 3 deuxièmes places et 8 troisièmes places.
- 4 podiums par équipes : 1 victoire, 2 deuxièmes places et 1 troisième place.
- 2 podiums par équipes mixte : 2 victoires.

#### Classements généraux annuels
| Année | Rang |
| 2012  | 30e  |
| 2013  | 14e  |
| 2014  | 21e  |
| 2015  | 28e  |
| 2016  | 19e  |
| 2017  | 22e  |
| 2018  | 9e   |
| 2019  | 11e  |
| 2020  | 30e  |
| 2021  | 16e  |
| 2022  | 3e   |
| 2023  | 23e  |

#### Victoires
| Année | Lieu                                           |
| 2022  | Hinzenbach (Autriche), Oberhof (Allemagne) x 2 |

### Championnats du monde junior
- Médaille de bronze par équipes en 2012.
- Médaille d'or par équipes en 2013.
- Médaille d'argent par équipes en 2014.

### Grand Prix
- 4e du classement général en 2019.
- 1 podium individuel.

### Coupe continentale
- Meilleur classement général : 7e en 2012.
- Meilleur résultat : 2e au concours de Rovaniemi le 29 novembre 2011.
- 3 podiums.

Palmarès après l'édition 2019-2020

### FIS Cup
Elle remporte le classement général en 2014 et troisième en 2016.

### Championnats de Slovénie
Elle remporte le titre individuel en 2018.

## Photos

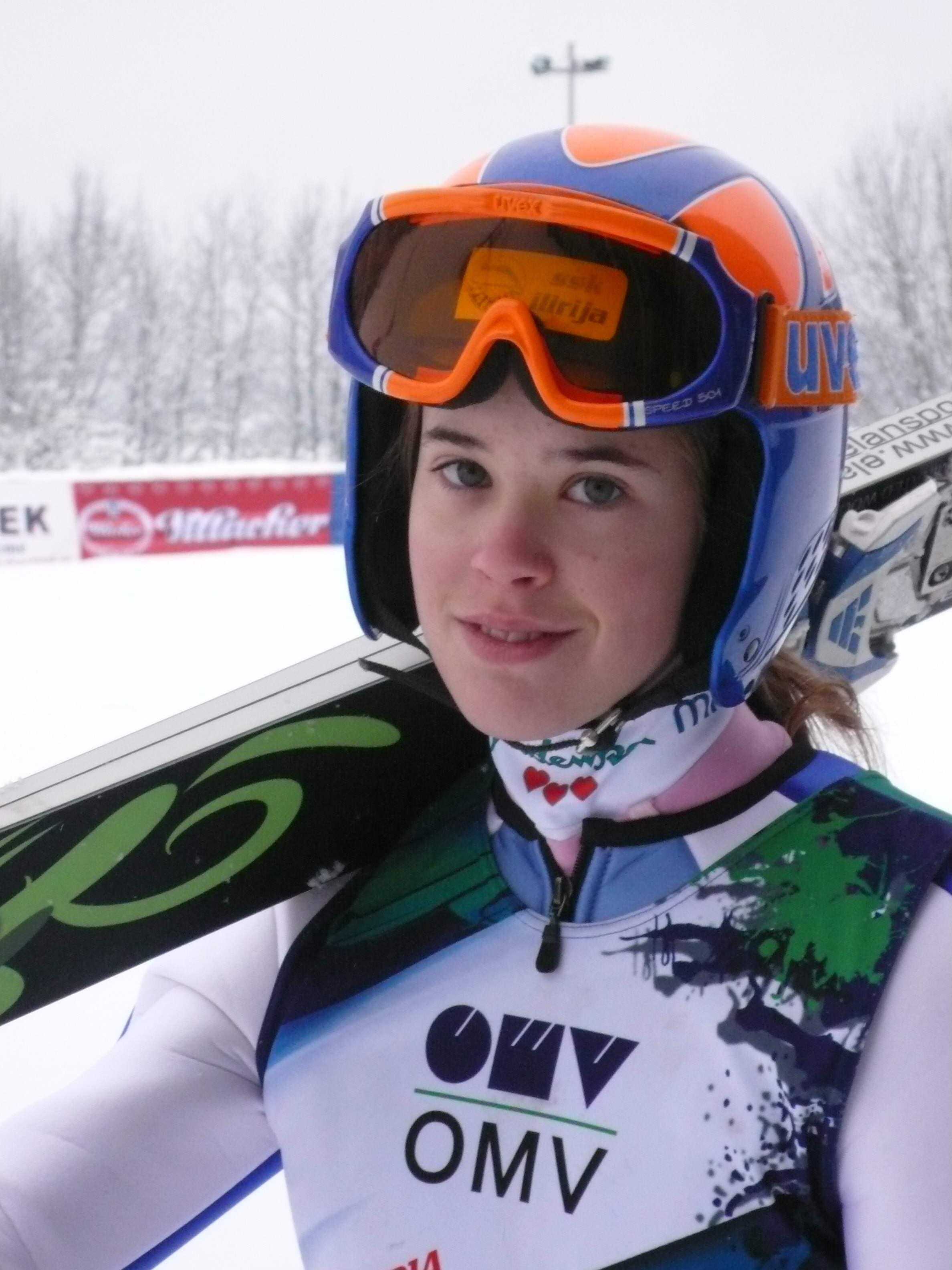
Urša Bogataj à Villach en 2010
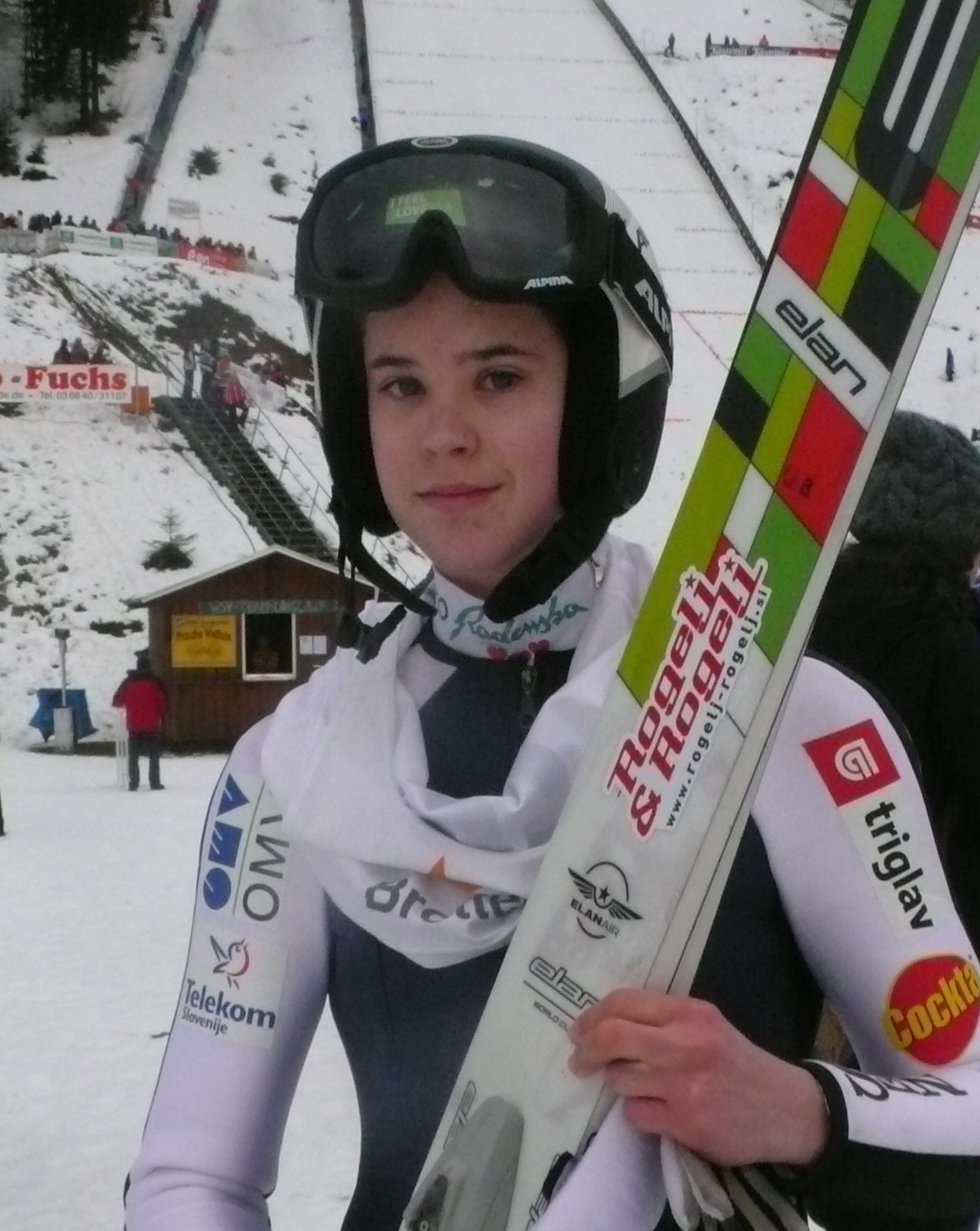
Urša Bogataj à Brotterode en 2011